# Anton Pieper
Anton Pieper (* 20. März 1854 in Lüdinghausen; † 24. Dezember 1908 in Münster) war ein deutscher Kirchenhistoriker und Rektor der Westfälischen Wilhelms-Universität in Münster.

## Leben
Anton Pieper wurde 1854 im westfälischen Lüdinghausen geboren. Er legte 1874 sein Abitur am Gymnasium Paulinum in Münster ab und studierte von 1874 bis 1878 Theologie in Münster und Innsbruck. Er erhielt am 28. Juli 1878 die Priesterweihe in Innsbruck. Am 8. Juli 1883 wurde er an der Albert-Ludwigs-Universität Freiburg zum Dr. theol. promoviert. Während seines Rom-Studiums lebte er ab 1886 am Priesterkolleg Santa Maria dell’ Anima.
Pieper war von 1896 bis zu seinem Tode 1908 an der Westfälischen Wilhelms-Universität in Münster tätig; anfangs als außerordentlicher, ab 1899 als ordentlicher Professor für Kirchengeschichte. 1906/07 war er Rektor, 1907/08 Prorektor der Universität. Im Jahr 1896 wurde er zum ordentlichen Mitglied der Historischen Kommission für Westfalen gewählt, deren Sekretär er im selben Jahr wurde. Zwischen 1899 und 1905 fungierte er als stellvertretender Vorsitzender der Kommission. In seiner Amtszeit fasste er 1902 die Geschichte der Universität in seinem Werk über die alte Universität Münster von 1773 bis 1818 zusammen. Er war für die Herausgabe einer zweiten Vereinszeitschrift „Westfalen“ (lang: „Mitteilungen des Vereins für Geschichte und Altertumskunde Westfalens und des Landesmuseums der Provinz Westfalen“) verantwortlich, deren erste Ausgabe erst kurz nach seinem plötzlichen Tod erschien.

## Publikationen (Auswahl)
- Die päpstlichen Legaten und Nuntien in Deutschland, Frankreich und Spanien. 1897.
- Die alte Universität Münster, 1773–1818: Ein geschichtlicher Überblick. 1902.